# Martin Pfeifle
Martin Pfeifle (* 14. April 1975 in Stuttgart) ist ein deutscher Bildhauer, Bildender Künstler und Hochschullehrer.

## Leben
Martin Pfeifle studierte von 1998 bis 2004 an der Kunstakademie Düsseldorf bei Tony Cragg und Hubert Kiecol. Anschließend war er Meisterschüler von Hubert Kiecol. Von 2009 bis 2010 hatte er eine Vertretungsprofessur an der Kunstakademie Karlsruhe inne.
Seit Februar 2021 ist Martin Pfeifle Professor für das Lehrgebiet Körper-Raum-Struktur am Fachbereich Design der Hochschule Düsseldorf. Er lebt in Düsseldorf.

## Preise und Stipendien
- 2015: CCA, Art Foundation Mallorca, Arbeitsstipendium
- 2010: Aufenthaltsstipendium Villa Romana, Florenz
- 2009: Arbeitsstipendium des Kunstfonds Bonn
- 2009: Arbeitsstipendium der Kunststiftung Baden-Württemberg
- 2009: Förderpreis des Landes Nordrhein-Westfalen
- 2007: Schloss Ringenberg, Stipendium des Landes Nordrhein-Westfalen
- 2007: Förderpreis für bildende Kunst der Landeshauptstadt Düsseldorf
- 2004: Wilhelm Lehmbruck Stipendium der Stadt Duisburg
- 2004: Stipendium der Metro-Stiftung Skulpturenpark

## Werke in Sammlungen / Kunst am Bau
- Limboo, Aluminiumkonstruktion und LED-Lichtleisten, Walter Arnold Brücke, Schorndorf, 20122016: lolo. HSK GmbH, Nürnberg

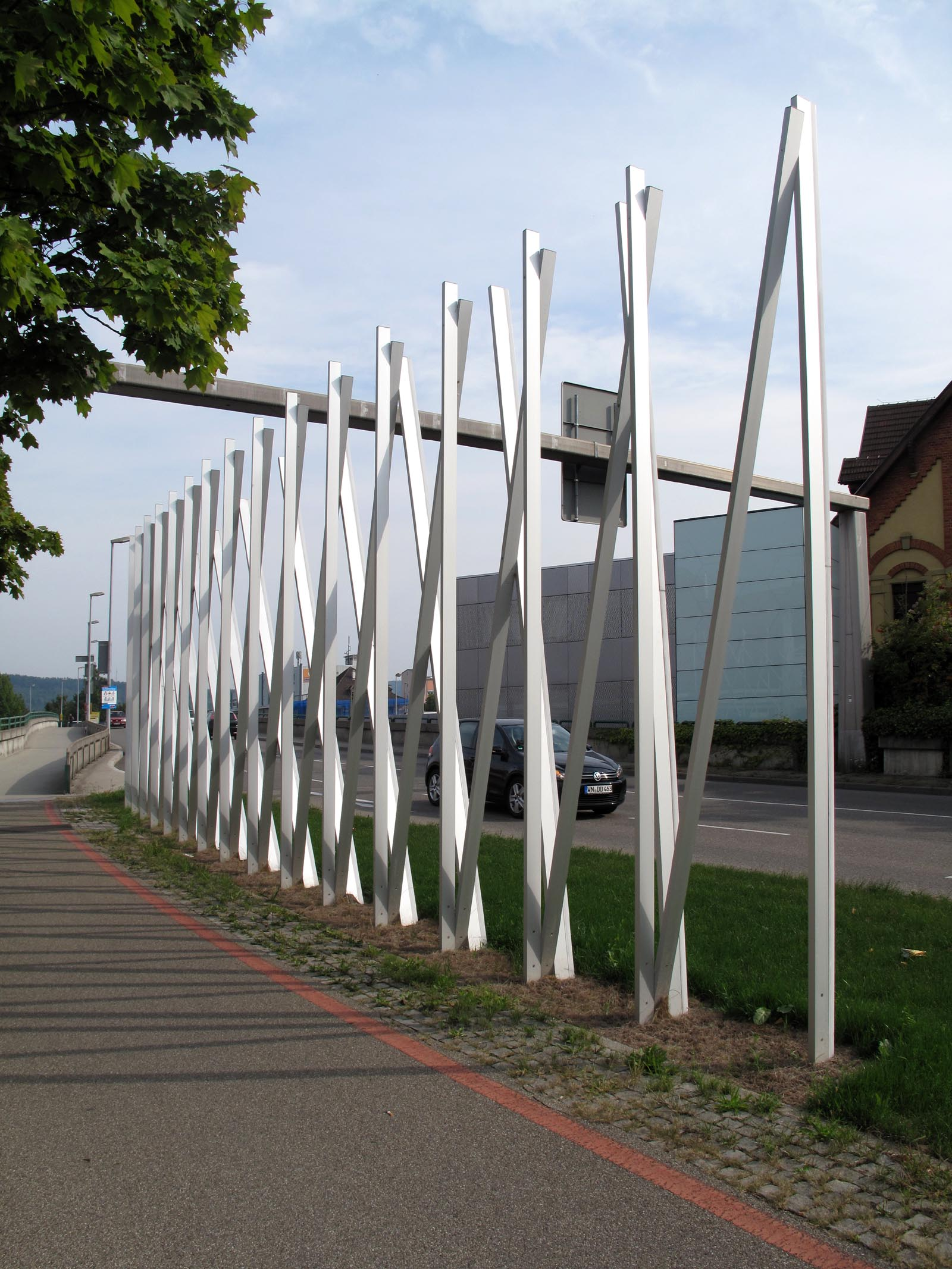
Limboo, Aluminiumkonstruktion und LED-Lichtleisten, Walter Arnold Brücke, Schorndorf, 2012

- 2015: ooo. chemisches Institut, Universität Heidelberg, Heidelberg
- 2014: 1016. Bundesakademie für musikalische Bildung, Trossingen
- 2012: limboo. Skulptur im öffentlichen Raum, Stadt Schorndorf
- 2011: Rinascente. Installation in der ehemaligen Reichsabtei Kornelimünster, Sammlung des Landes Nordrhein-Westfalen
- 2010: xxx. Installation im TM50, Finanzamt Nürnberg, Nürnberg
- 2005: Theo. Außenraumskulptur, Metro-Stiftung Skulpturenpark, Düsseldorf

## Ausstellungen (Auswahl)

### 2018
- SANSOO. through, Gyeongju International Art Festival, Gyeongju, Südkorea

### 2017
- YEEHA. Resonanzen, 40 Jahre Kunststiftung Baden-Württemberg, ZKM Karlsruhe
- PIET! Ruhrlights 2017, Urbane Künste Ruhr, Skulpturenmuseum Glaskasten Marl
- LAN. Longhi International New Media Art Season, Longhi, Guizhou, China

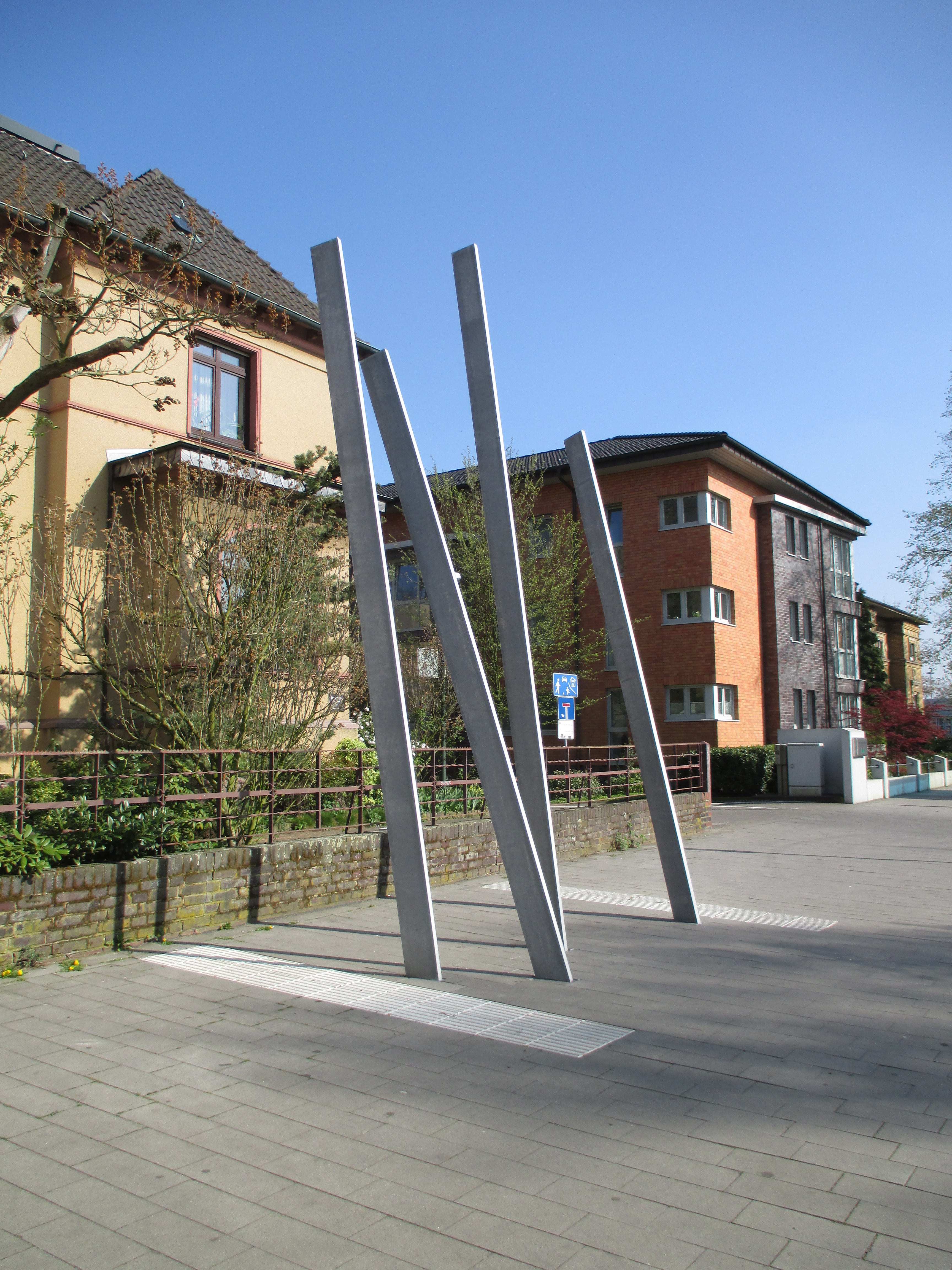
radial, Verzinkte Stahlprofile, LED-Licht, Kunst im öffentlichen Raum, Lünen, 2016

### 2016
- Clydesdale Bank. Ludwig Forum für Internationale Kunst, Aachen

### 2015
- Papier V. Galerie Clement & Schneider, Bonn
- rands et jeunes. Galerie Linde Hollinger, Ladenburg
- blackknalla. thoughts around the black square, Vasarely Museum, Budapest, Ungarn
- blocco. Ricette d’artista, Kunst Meran/Merano Arte, Meran, Italien

### 2014
- rev. Der entfesselte Blick, die Brüder Rasch, Marta Herford
- SOSOCELLE. ScheinwerferII, Kunstmuseum Celle, Celle
- Sie und Ihre Ausstellungen. Reichsabtei Aachen-Kornelimünster
- zetta. Konzeption Landschaft, Leopold-Hoesch-Museum, Düren
- ZUSPIEL. im Dialog mit Klassischer Moderne, Kunststiftung Baden-Württemberg, Stuttgart

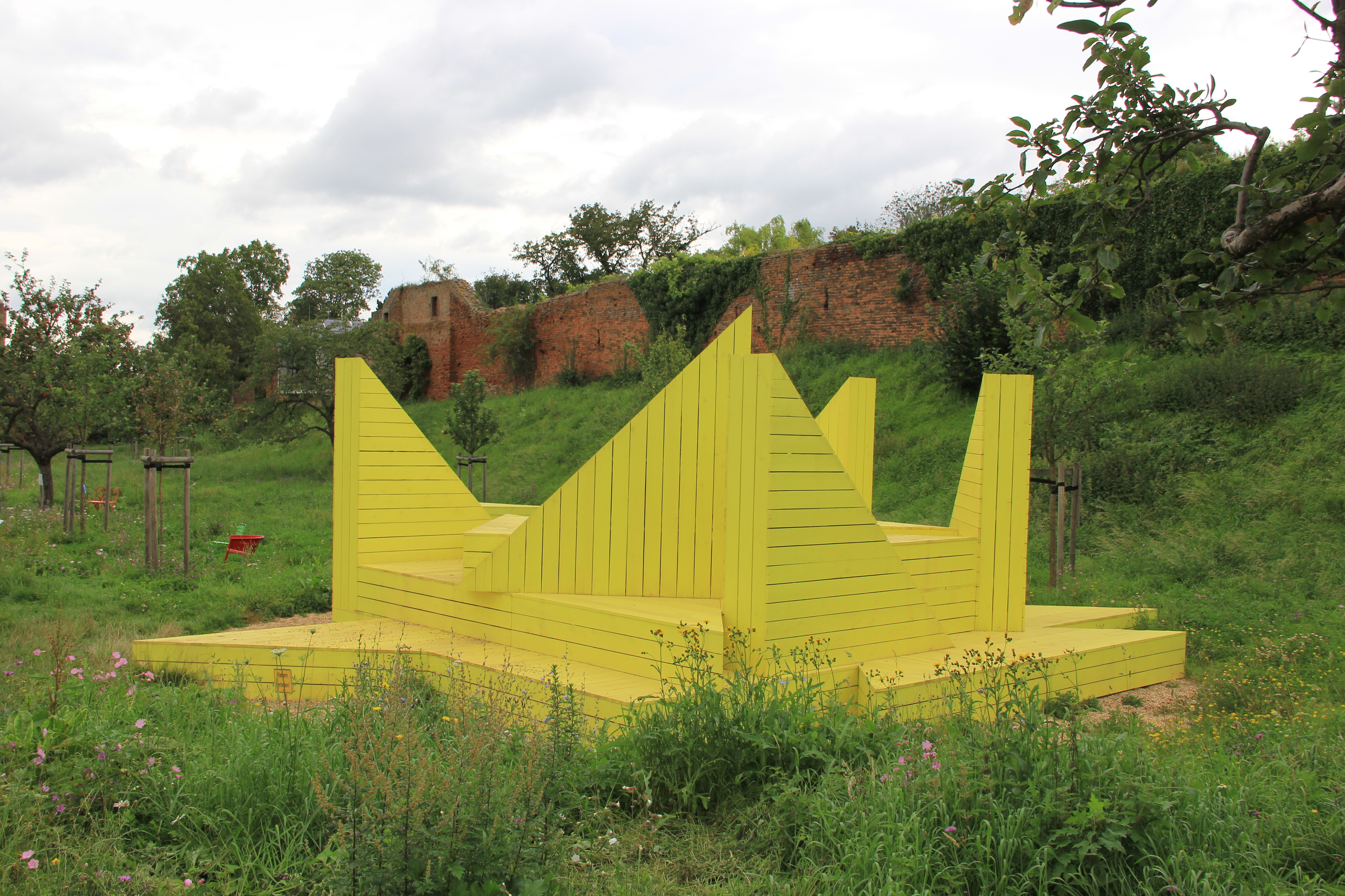
zetta, Holz und Farbe, Landesgartenschau Zülpich, 2014. 27 Dreiecksvolumen bilden aufeinandergeschichtet zetta. Die Arbeit diente dem Leopold-Hoesch-Museum Düren als Plattform für Konzerte, Lesungen und Performances.

### 2013
- SAMSA. Einfach dreifach. Museum für Konkrete Kunst Ingolstadt
- BrengBrang. ArtZuid Amsterdam, International Sculpture Route, Amsterdam, Niederlande
- FINAN, Galerien für Kunst und Technik, Schorndorf

### 2012
- Goldrausch. Kunsthalle Nürnberg, Nürnberg
- Claver. Kunstverein Mönchengladbach MMIII

### 2011
- hird transition zone. 50 Jahre Reuchlinhaus von Manfred Lehmbruck, mit Wilhelm Lehmbruck und Wolfgang Flad, Kunstverein Pforzheim
- mila. Raumbilder Bildräume, Kunstverein Gelsenkirchen
- fluocopy. Zwischen Räumen, Kunstverein Göttingen
- GELBORANGE. Kunstverein Bochum, Haus Kemnade

### 2010
- lucido. Neues Rheinland, Museum Morsbroich, Leverkusen
- BLAUEMARTHA. All my favourite Artists, Stipendiaten der Kunststiftung Baden-Württemberg, Kunstbezirk im Gustav-Siegle-Haus, Stuttgart
- ROTEMARTHA. ichoderduoderichoderdu Gereon Krebber – Martin Pfeifle, Förderpreisträger für Bildende Kunst Nordrhein-Westfalen, in der alten Reichsabtei Aachen-Kornelimünster
- SLASH 2010. Preisträger 2010, Villa Romana, Florenz, Italien

### 2009
- BAIBA. Hector-Kunstpreis, Kunsthalle Mannheim, Mannheim
- Hemma. PIT, Ausstellungsprojekt von Linda Arts, Argument, Tilburg, Niederlande
- Notker. Public Garden-Public Generation, MAP Markus Ambach Projekte, Neuer Aachener Kunstverein, Aachen
- Isidor. Museum Goch
- LELA. Kunsthaus Erfurt

### 2008
- Pfeifle für Minibar. Parcours interdit, MAP, Malkasten, Düsseldorf

### 2007
- Supermag. Steps & stairs, Museum Het Valkhof, Nijmegen, Niederland

### 2006
- End of Season. Wilhelm Lehmbruck Museum, Duisburg

### 2005
- XY. Compilation II, Kunsthalle Düsseldorf

### 2004
- Space Camp. Ausstellungsprojekt von Robert Barta, Prag, Tschechien

### 2003
- Time is flying in your company. Ausstellungsprojekt von Leni Hoffmann, Bremerhaven[3]

## Veröffentlichungen
- Isabel Hufschmidt: Martin Pfeifle – REXXX. Wienand Verlag, Köln 2019, ISBN 978-3-86832-536-2.
- Martin Pfeifle – Riza. Anläßlich der Ausstellung 2012 in der Galerie Gisela Clement, Weidle Verlag, Bonn 2012, ISBN 978-3-9388-0353-0.
- Stephan Mann (Hrsg.): Martin Pfeifle – Isidor. Museum Goch, Kerber Verlag, Bielefeld 2009, ISBN 978-3-86678-283-9.